# Honkasaari (ö i Finland, Södra Savolax, Pieksämäki, lat 62,24, long 27,94)
Honkasaari är en ö i Finland. Den ligger i sjön Haukivesi och i kommunen Jorois i den ekonomiska regionen  Pieksämäki ekonomiska region  och landskapet Södra Savolax, i den södra delen av landet, 280 km nordost om huvudstaden Helsingfors. Öns area är 0,7 hektar och dess största längd är 130 meter i nord-sydlig riktning.